# Atelopus chirripoensis
Atelopus chirripoensis es una especie de anuros en la familia Bufonidae.

## Distribución geográfica y hábitat
Es endémica de Costa Rica.

## Estado de conservación
Se encuentra amenazada por la quitridiomicosis.